# Elliot Villar
 (juin 2025).
Si vous disposez d'ouvrages ou d'articles de référence ou si vous connaissez des sites web de qualité traitant du thème abordé ici, merci de compléter l'article en donnant les références utiles à sa vérifiabilité et en les liant à la section « Notes et références ».
Elliot Villar est un acteur américain, né le 6 juin 1980 dans le Bronx à New York (États-Unis). 
Il a fait ses débuts à Broadway en 2011 dans Cheval de guerre faisant partie la distribution originale. Il est également connu pour son rôle de Fernando Vera dans la série Mr. Robot de USA Network.

## Biographie
Elliot Villar est né le 6 juin 1980 dans le Bronx, à New York.
Il a étudié le théâtre au Vassar College et y a obtenu un baccalauréat ès arts en 2002. Après avoir eu son diplôme, il a été sélectionné pour une bourse d'un an avec la Shakespeare Theatre Company (en) de Washington, DC.
Il est ensuite retourné à New York pendant un an avant d'être accepté à la Yale School of Drama. Il a obtenu un diplôme en 2007 avec un Master en Fine Arts in Acting.
Il s'est également formé à la British American Drama Academy et au National Theatre Institute.
Il est marié à l'actrice Emily Dorsch depuis 2009

### Carrière
Il commence au cinéma avec un rôle de figuration en 2004 dans American Love. Quatre ans plus tard, il fait ses débuts à la télévision dans The Return of Jezebel James. En 2009, il joue aux côtés de Catherine Zeta-Jones et Justin Bartha dans Mon babysitter. L'année suivante, il joue dans un épisode des séries New York, police judiciaire et Mercy Hospital.
En 2013, il tourne dans Blue Bloods et Elementary. 
En 2015, il obtient des rôles dans Gotham, Blacklist, American Odyssey et The Affair, puis il endosse le rôle de Fernando Vera, un excentrique gangster dominicain, dans la première saison de Mr. Robot. Il revient dans la quatrième et dernière saison en 2019.
En 2017, il joue avec Pierce Brosnan dans deux épisodes de The Son diffusé sur AMC, puis il décroche un rôle plus important dans Time After Time, mais la série est annulée après une courte saison. L'année suivante, il retrouve Kevin Williamson qui lui offre un rôle le temps de deux épisodes dans Tell Me a Story. Il joue également dans Sneaky Pete, Cameron Black : L'Illusionniste et Shades of Blue.
En 2021, il joue dans Prodigal Son et quelques épisodes de New York, crime organisé jusqu'en 2022.

## Filmographie

### Cinéma

#### Longs métrages
- 2004 : American Love (Knots) de Greg Lombardo : Un homme
- 2008 : Two Lovers : Un spectateur
- 2009 : Mon babysitter (The Rebound) de Bart Freundlich : Yael
- 2015 : Le Nouveau Stagiaire (The Intern) de Nancy Meyers : Un homme

#### Courts métrages
- 2012 : Jagoo d'Hallie Cooper-Novack : Jagoo
- 2018 : Loser Leaves Town de Mark Nickelsburg : Francisco
- 2021 : A Certain Kind of Person de Kyle Robert Morrison : Oscar

### Télévision

#### Séries télévisées
- 2008 : The Return of Jezebel James : Francis
- 2009 : The Beautiful Life : TBL : DJ
- 2010 : New York, police judiciaire (Law and Order) : Oscar Silva
- 2010 : Mercy Hospital (Mercy) : L'officier de Dale
- 2013 : Blue Bloods : James Montero
- 2013 : Elementary : Christian Suarez
- 2014 : The Good Wife : Dr Ian Vail
- 2014 : Black Box : Le technicien de l'équipe de déminage
- 2015 : Gotham : Thomas Schmidt
- 2015 : Blacklist (The Blacklist) : Loyd Munroe
- 2015 : American Odyssey : Aide
- 2015 : The Affair : Andrew Nunez
- 2015 / 2017 / 2019 : Mr. Robot : Fernando Vera
- 2016 : Les Mystères de Laura (The Mysteries of Laura) : Yasiel Leon
- 2017 : The Son : Cesar Sanchez
- 2017 : Time After Time : Doug Lawson
- 2018 : Tell Me a Story : Détective Herrera
- 2018 : Sneaky Pete : Agent Kent
- 2018 : Cameron Black : L'Illusionniste (Deception) : Feliz Ruiz
- 2018 : Shades of Blue : Officier Stone
- 2019 : The Enemy Within : Steven Haibach
- 2019 : The Code : Capitaine Tevez
- 2019 : The Chi : Robert Moreno
- 2019 - 2020 : God Friended Me : Miguel
- 2020 : New York, unité spéciale (Law and Order : Special Victims Unit) : Marc Vargas
- 2020 : Manifest : Ward Attwood
- 2021 : Prodigal Son : Felix / Clayton Fielder
- 2021 - 2022 : New York, crime organisé (Law & Order : Organized Crime) : Teddy Garcia